# Joe Sacco (képregényalkotó)
Joe Sacco (Kirkop, 1960. október 2. –) máltai születésű amerikai képregényalkotó, újságíró.

## Életpályája
Joe Sacco művei megalkotásához számos országot meglátogatott, hogy kutasson és anyagot gyűjtsön. Az 1990-es években a Közel-Keleten tett látogatása nyomán született meg 1993 és 1995 között megjelent Palestine című díjnyertes képregénye. 1994 és 1995 között, a délszláv háború során a volt Jugoszláviában szerzett tapasztalatait és az általa látottakat a Safe Area Goražde és a Stories from Bosnia, szintén elismert munkáiban foglalta össze.
Sacco maga, mint szereplő gyakran feltűnik képregényeiben, melyek újságokra jellemző tudósítói jellege így részben életrajzi színezetet is kap.